# Pine Gap (militärbas)

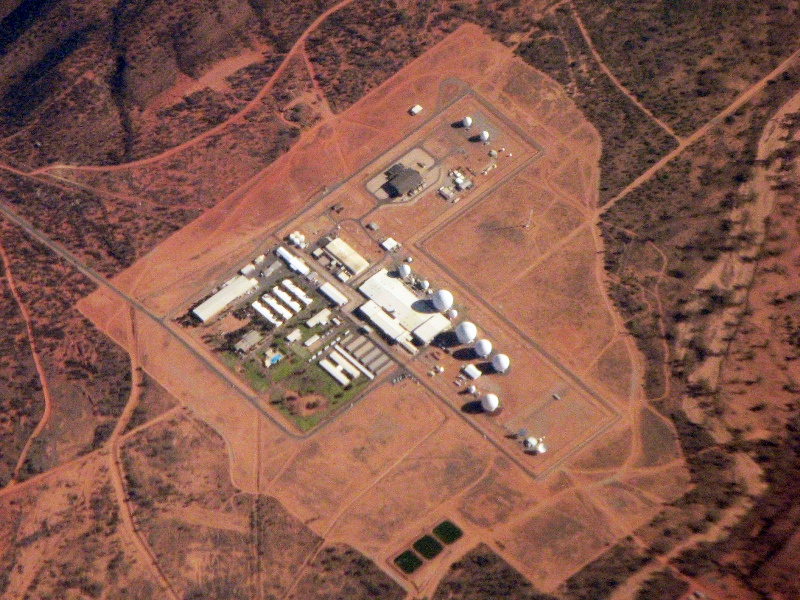
Joint Defence Facility Pine Gap.

Joint Defence Facility Pine Gap, kallas oftast enbart Pine Gap och går under kodnamnet Rainfall, är en signalspaningsanläggning tillika markstation som är placerad cirka 18 kilometer sydväst om staden Alice Springs i den australiska delstaten Northern Territory. Den används av både australiska underrättelse- och militära myndigheter och amerikanska militära och federala myndigheter såsom Central Intelligence Agency (CIA), National Geospatial-Intelligence Agency (NGA), National Reconnaissance Office (NRO) och National Security Agency (NSA). Anläggningen ingår i det internationella signalspaningsnätverket Echelon (Five Eyes). Båda länderna beskriver Pine Gap till att "stödja den nationella säkerheten för både USA och Australien. Anläggningen bidrar till att verifiera vapenkontroll och nedrustningsavtal samt att övervaka den militära utvecklingen.".
Den 9 december 1966 skrev Australien och USA under ett avtal om att skapa en gemensam markstation med namnet Joint Defence Space Research Facility Pine Gap och främja rymdforskning i militärt syfte, där de skulle spåra och vara i kontakt med amerikanska satelliter. Pine Gap kom i bruk 1970 och 18 år senare bytte man det officiella namn till det nuvarande.